# Leptotarsus (Longurio) pruinosus
Leptotarsus (Longurio) pruinosus is een tweevleugelige uit de familie langpootmuggen (Tipulidae). De soort komt voor in het Nearctisch gebied.